# Семен Старший Збаразький
Семен Старший (Перший) Збаразький (*д/н —після 1489) — князь українсько-литовського походження.

## Життєпис
Походив з магнатського роду Несвізьких. Син князя Василя Збаразького. Ім'я матері невідоме. Також замало відомостей щодо місця та дати народження. Втратив батька у 1474 році після нападу татарських загонів на Збараж. Розділив дідичеві володіння з братами Михайлом, Семеном Середнім, Семеном Меншим і Федором.
У 1475 році разом із братом Михайлом вступив у конфлікт зі стрийком Семеном, який зайняв володіння іншого стрийка Солтана. У 1478 році за рішенням великого князя Литовського Казимира Ягеллона після смерті брата Семена Середнього та матері поділив їх маєтності з рештою братів, окрім Михайла. При цьому Семен став опікуном молодшого брата Федора.
У 1480 році Семен Старший завершив батьківську справу з розбудови Збаразького монастиря, частково відновивши його після нападу татар. У подальшому постійно опікувався цією оселею, що стала на тривалий час родинною для князів Збаразьких.
Але суперечки за маєтності тривали. 2 квітня 1481 року відбувся новий розподіл маєтностей: Семен Старший остаточно отримав замок і місто Збараж, 11 сіл. У 1482 році завершився розподіл володінь між іншими братами Семена Старшого. Цей рік вважається часом остаточного розподілу роду Збаразьких на власне князей Збаразьких, Вишневецьких і Порицьких. Останні згадки про Семена Старшого відносяться до 1482 року. Висловлюється версія, що став ченцем під ім'ям Олексія, згодом очоливши Холмську єпархію.
Поховано ймовірно в Збаразькому монастирі (на даний час неіснуючий).

## Родина
Дружина — Катерина Цебровська
Діти:
- Андрій (д/н-1540), 3-й князь Збаразький
- Ганна-Катерина, дружина Якуба Вертецького